# Жерар Жуньо
Жера́р Жуньо́ (фр. Gérard Jugnot; нар. 4 травня 1951, Париж, Франція) — французький актор, комік, сценарист, кінорежисер і продюсер.

## Біографія
Жерар Жуньо народився 4 травня 1951 року в Парижі, Франція, у сім'ї домогосподарки та підрядника. У нього є старша на 4 роки сестра Мартіне. У 1968 році під час навчання в ліцеї Луї Пастера в Нейї-сюр-Сен Жерар познайомився з Крістіаном Клав'є, Мішелем Бланом і Тьєррі Лерміттом, з якими згодом створив французьку театральну трупу «Le Splendid». На початку вони грали в районі Монпарнас, у гаражі, перетвореному на кафе-театр, перш ніж переїхати на вулицю Ломбар. Незабаром побудували свій власний театр на вулиці Фабур Сен-Мартен.
Дебют Жерара Жуньо в кінематографі відбувся в 1973 році з фільмів Іва Робера «Привіт, артисте» та «Рік 01» Жака Дуайона, Алена Рене та Жана Руша.
Перші великі кінопроєкти в кар'єрі Жерара з'явилися в період із 1974 по 1976 роки. Це були «Вальсуючі» режисера Бертрана Бліє (1974), «Мешканець» (1976) Романа Полянського та «Іграшка» (реж. Франсіс Вебер, 1976), де Жуньо знявся спільно з П'єром Рішаром. Актор знімався також у фільмах відомих режисерів — Джозефа Лоузі, Патріса Леконта, Бертрана Таверньє, Жоржа Лотнера, Едуара Молінаро, Робера Ламуре, Жерара Урі, Дідьє Камінки, Філіппа де Брока та ін. Загалом упродовж своє акторської кар'єри в кіно та на телебаченні Жерар Жуньо зіграв майже 130 ролей.
Найбільшу популярність Жерару Жуньо принесла роль у фільмі Крістофа Барратьє «Хористи» (2004), в якому він виконав заголовну роль, за яку у 2005 році був номінований як найкращий актор на французьку національну кінопремію «Сезар» та премію Європейської кіноакадемії.
У 1984 році Жерар Жуньо дебютував як кінорежисер стрічкою «Піно, простий поліцейський» (1984) про пересічного правоохоронця, який виявляється героєм.

## Особисте життя
Жерар Жуньо перебував у стосунках із костюмером Сесіль Маньян. У пари є син Артур Жуньо — також успішний актор, який знімається як у батька, так і в інших майстрів кіно. У 2003—2014 роках Жуньо був супутником акторки Саїди Джавад.

## Фільмографія

### Актор
| Рік       |    | Українська назва                            | Оригінальна назва                                                 | Роль                                           |
| --------- | -- | ------------------------------------------- | ----------------------------------------------------------------- | ---------------------------------------------- |
| 1973      | ф  | Рік 01                                      | L' An 01                                                          | шеф-кондитер                                   |
| 1973      | ф  | Привіт, артисте                             | Salut l'artiste                                                   |                                                |
| 1974      | ф  | Вальсуючі                                   | Les valseuses                                                     | відпочивальник                                 |
| 1974      | ф  | Підозрювані                                 | Les suspects                                                      | колега Воке                                    |
| 1974      | тф | Необхідна хороша презентація                | Bonne présentation exigée                                         | очікуючий                                      |
| 1975      | ф  | Ви не візьмете його до раю                  | Vous ne l'emporterez pas au paradis                               | офіціант                                       |
| 1975      | кф | Ковток повітря                              | Le bol d'air                                                      | Жерар                                          |
| 1975      | ф  | Не треба мовчати тому, що нічого сказати    | C'est pas parce qu'on a rien à dire qu'il faut fermer sa gueul... | Гастон, клерк                                  |
| 1975      | ф  | Жодних проблем!                             | Pas de problème!                                                  | слюсар                                         |
| 1975      | ф  | Тиш і блаж                                  | Calmos                                                            | мерзляк                                        |
| 1976      | ф  | Далі нікуди!                                | On aura tout vu!                                                  | Плюменек                                       |
| 1976      | ф  | Дракула — батько і син                      | Dracula père et fils                                              | керівник заводу                                |
| 1976      | ф  | Мешканець                                   | Le locataire                                                      | офісний клерк                                  |
| 1976      | ф  | Забудь мене, мандоліна                      | Oublie-moi, Mandoline                                             | Жульєн                                         |
| 1976      | ф  | Іграшка                                     | Le jouet                                                          | Піньє                                          |
| 1976      | ф  | Мосьє Кляйн                                 | Mr. Klein                                                         | фотограф                                       |
| 1976      | ф  | Посильний від «Максима»                     | Le chasseur de chez Maxim's                                       | Le comte parieur                               |
| 1977      | ф  | Ви не отримаєте Ельзас і Лотарингію         | Vous n'aurez pas l'Alsace et la Lorraine                          | Перший капітан мушкетерів                      |
| 1977      | ф  | Розпещені діти                              | Des enfants gâtés                                                 | Марсель Бонфіл                                 |
| 1977      | ф  | Казанова і Компанія                         | Casanova & Co.                                                    | Валенте                                        |
| 1977      | ф  | Пограбування в Монте-Карло                  | Herbie Goes to Monte Carlo                                        | офіціант                                       |
| 1977      | ф  | Сьома рота при світлі місяця                | La 7ème compagnie au clair de lune                                | Ґоржетон                                       |
| 1977—1989 | с  | Малий театр Антенн-2                        | Le petit théâtre d'Antenne 2                                      |                                                |
| 1978      | ф  | Засмаглі                                    | Les bronzés                                                       | Бернар Морен                                   |
| 1978      | ф  | Маленьке красиве село                       | Un si joli village...                                             | Фреваль                                        |
| 1978      | ф  | Ніжності                                    | Les petits câlins                                                 |                                                |
| 1978      | ф  | Поліна і комп'ютер                          | Pauline et l'ordinateur                                           | лжелікар                                       |
| 1978      | ф  | Якщо вам не подобається, не заважайте іншим | Si vous n'aimez pas ça, n'en dégoûtez pas les autres              | глядач                                         |
| 1978      | ф  | У героїв не мерзнуть вуха                   | Les héros n'ont pas froid aux oreilles                            | П'єр Морель                                    |
| 1979      | ф  | Засмаглі на лижах                           | Les bronzés font du ski                                           | Бернар Морен                                   |
| 1979      | ф  | Порив сіроко                                | Le coup de sirocco                                                | Руперт                                         |
| 1979      | тф | П'єрро, мій друг                            | Pierrot mon ami                                                   | Petit-Pouce                                    |
| 1980      | ф  | Повернутися сильним                         | Retour en force                                                   | La Colle                                       |
| 1980      | ф  | Укол парасолькою                            | Le coup du parapluie                                              | Фредо                                          |
| 1980      | ф  | Шарло проти Дракули                         | Les Charlots contre Dracula                                       | Гастон Лепоп                                   |
| 1981      | ф  | Чом би й не ми?                             | Pourquoi pas nous?                                                | Гійом, суддя                                   |
| 1982      | ф  | Дед Мороз — відморозок                      | Le père Noël est une ordure                                       | Фелікс                                         |
| 1982      | ф  | Мільйон — не гроші                          | Pour 100 briques t'as plus rien!                                  | Поль                                           |
| 1982      | ф  | Чверть години по-американському             | Le quart d'heure américain                                        | Фердинанд                                      |
| 1983      | ф  | Наречена                                    | La fiancée qui venait du froid                                    | Моріс                                          |
| 1983      | ф  | Татусь вступив до Опору                     | Papy fait de la résistance                                        | Адольфо Рамірес                                |
| 1983      | ф  | Охоронець                                   | Le garde du corps                                                 | Поль Домек                                     |
| 1984      | ф  | Єдино вірний спосіб                         | Just the Way You Are                                              | порььє                                         |
| 1984      | ф  | Піно, простий поліцейський                  | Pinot simple flic                                                 | Робер Піно                                     |
| 1984      | с  | Сінематон                                   | Cinématon                                                         | учасник                                        |
| 1985      | ф  | Вічний скаут                                | Scout toujours...                                                 | Жан-Батист Фукре                               |
| 1985      | тф | Дід Мороз — сміття                          | Le père Noël est une ordure                                       | Фелікс                                         |
| 1985      | ф  | Королі жарту                                | Les rois du gag                                                   | Поль Мартен                                    |
| 1985      | ф  | Сцени з життя                               | Tranches de vie                                                   | шуряк                                          |
| 1986      | ф  | Ніч насолоди                                | Nuit d'ivresse                                                    | Жуньо, сердитий гість                          |
| 1987      | ф  | Тандем                                      | Tandem                                                            | Рівето                                         |
| 1987      | ф  | Шуряк                                       | Le beauf                                                          | Жильбер                                        |
| 1988      | ф  | Без страху і докору                         | Sans peur et sans reproche                                        | Беллабр                                        |
| 1988      | с  | Холодний піт                                | Sueurs froides                                                    | Philippe Breugnot                              |
| 1989      | ф  | Лелеки — не такі, як про них думають        | Les cigognes n'en font qu'à leur tête                             | гінеколог                                      |
| 1990      | ф  | Тисяча і одна ніч                           | Les 1001 nuits                                                    | Джиммі Геніус                                  |
| 1991      | ф  | Чудова епоха                                | Une époque formidable...                                          | Мішель Бертьє                                  |
| 1991      | ф  | Ключі від раю                               | Les clés du paradis                                               | Поль Кавайяк                                   |
| 1991      | ф  | Професійні таємниці доктора Апфельглюка     | Les secrets professionnels du Docteur Apfelgluck                  | Мартіні                                        |
| 1992      | ф  | Поїздка до Риму                             | Voyage à Rome                                                     | Тьєррі                                         |
| 1994      | ф  | Блакитна каска                              | Casque bleu                                                       | Патрік                                         |
| 1994      | ф  | Підступність слави                          | Grosse fatigue                                                    | Жерар Жуньо                                    |
| 1994      | ф  | Підроблювачі                                | Les faussaires                                                    | Кон                                            |
| 1996      | ф  | Не варто було!                              | Fallait pas!...                                                   | Бернар Леруа                                   |
| 1996      | ф  | Привид з водієм                             | Fantôme avec chauffeur                                            | Жорж Морель                                    |
| 1997      | ф  | Любов солдата                               | Marthe                                                            | Анрі                                           |
| 1999      | ф  | Незначний вплив                             | Trafic d'influence                                                | Жерар Раванеллі                                |
| 1999      | ф  | Садівництво                                 | L'ami du jardin                                                   | Роже                                           |
| 2000      | ф  | Мрія усіх жінок                             | Meilleur espoir féminin                                           | Івон Ранс                                      |
| 2001      | ф  | Так, але...                                 | Oui, mais...                                                      | Ерванн Мунне, психотерапевт                    |
| 2002      | ф  | Гонитва                                     | Le Raid                                                           | Карліто                                        |
| 2002      | тф | Вольпоне                                    | Volpone                                                           | Ґрапйоне                                       |
| 2002      | ф  | Чужа рідня                                  | Monsieur Batignole                                                | Едмон Батіньйоль                               |
| 2003      | ф  | Ключі від машини                            | Les Clefs de bagnole                                              | актор, який відмовляється стрілятися з Лораном |
| 2004      | ф  | 3 дівчинки                                  | 3 petites filles                                                  | Паоло                                          |
| 2004      | ф  | Хористи                                     | Les Choristes                                                     | Клеман Матьє                                   |
| 2005      | ф  | Таланить, як потопельнику                   | Boudu                                                             | Крістіан Леспінгле                             |
| 2005      | ф  | Не зарікайся                                | Il ne faut jurer... de rien!                                      | Ван Бук                                        |
| 2005      | с  | Феномен                                     | Phénomania                                                        |                                                |
| 2006      | ф  | Веселі і засмаглі                           | Les bronzés 3: amis pour la vie                                   | Бертран Морен                                  |
| 2006      | ф  | Весна в Парижі                              | Un printemps à Paris                                              | Алекс                                          |
| 2006      | ф  | Тигрові загони                              | Les brigades du Tigre                                             | Le commissaire principal Февр                  |
| 2007      | тф | Али-Баба і 40 розбійників                   | Ali Baba et les 40 voleurs                                        | Алі-Баба                                       |
| 2007      | ф  | Червоний готель                             | L'auberge rouge                                                   | панотець Карнус                                |
| 2007      | ф  | Острів скарбів                              | L'île aux trésors                                                 | Джон Сільвер                                   |
| 2008      | ф  | Високий музей, низький музей                | Musée haut, musée bas                                             | Roland Province                                |
| 2008      | ф  | Чи лікується це?                            | Ça se soigne?                                                     | Стен                                           |
| 2008      | ф  | Бунтівна сицилійка                          | La siciliana ribelle                                              | суддя                                          |
| 2008      | ф  | Париж! Париж!                               | Faubourg 36                                                       | Піголь                                         |
| 2009      | ф  | Маленький Ніколя                            | Le petit Nicolas                                                  | Жерар Жуньо, голова хору                       |
| 2009      | ф  | Дуже спеціальний репортаж                   | Envoyés très spéciaux                                             | Albert Poussin                                 |
| 2009      | ф  | Рожеве і чорне                              | Rose et noir                                                      | Pic Saint Loup                                 |
| 2010      | тф | Великий ресторан                            | Le grand restaurant                                               | Фіфі, клієнт ресторану                         |
| 2011      | ф  | Нова війна ґудзиків                         | La Nouvelle Guerre des boutons                                    | батько ацтеків                                 |
| 2011      | ф  | Татусі 2                                    | Un jour mon père viendra                                          | Густав                                         |
| 2011      | ф  | Славне містечко                             | Beur sur la ville                                                 | бригадир Гассьє                                |
| 2012      | ф  | Астерікс і Обелікс у Британії               | Astérix & Obélix: Au service de sa Majesté                        | капітан піратів                                |
| 2012      | ф  | Мої герої                                   | Mes héros                                                         | Жак                                            |
| 2013      | ф  | Прощавай, Париж                             | Adieu Paris                                                       | Альберт                                        |
| 2014      | ф  | Superнянь                                   | Babysitting                                                       | мосьє Шаудель                                  |
| 2014      | с  | Закон Барбари                               | La loi de...                                                      | Александр Лоран                                |
| 2014      | ф  | Червоне таксі                               | Benoît Brisefer: Les taxis rouges                                 | Жуль Діссіфлар                                 |
| 2014      | ф  | Прогулянка Бангкоком                        | On a marché sur Bangkok                                           |                                                |
| 2015      | ф  | З друзями                                   | Entre amis                                                        | Жиль                                           |
| 2016      | ф  | Кемпінг 3                                   | Camping 3                                                         | Шармійяр                                       |
| 2017      | ф  |                                             | C'est beau la vie quand on y pense                                | Лоїк Ле Таллек                                 |
| 2018      | ф  | Неймовірні пригоди Факіра                   | The Extraordinary Journey of the Fakir                            | Густав                                         |
| 2018      | ф  | Плейбой під прикриттям                      | Nicky Larson et le parfum de Cupidon                              | психолог                                       |
| 2019      | ф  |                                             | Quand On Crie Au Loup                                             |                                                |
| 2021      | ф  |                                             | Інструкція з виховання мажорів                                    | Pourris gâtés                                  |
| 2023      | ф  | СуперАлібі 2                                | Alibi.com 2                                                       | Даніель, справжній батько Грегорі              |

### Сценарист
- 1974 : Необхідна хороша презентація Bonne présentation exigée (к/м)
- 1975 : Не треба мовчати тому, що нічого сказати / C'est pas parce qu'on a rien à dire qu'il faut fermer sa gueul…
- 1975 : Ковток повітря / Le bol d'air (к/м)
- 1978 : У героїв не мерзнуть вуха / Les héros n'ont pas froid aux oreilles
- 1978 : Засмаглі / Les bronzés
- 1979 : Засмаглі на лижах / Les bronzés font du ski
- 1982 : Дід Мороз — відморозок / Le père Noël est une ordure
- 1982 : Чверть години по-американському / Le quart d'heure américain
- 1983 : Охоронець / Le garde du corps
- 1984 : Піно, простий поліцейський / Pinot simple flic
- 1985 : Дед Мороз — сміття / Le père Noël est une ordure (т/ф)
- 1985 : Вічний скаут / Scout toujours…
- 1988 : Без страху і докору / Sans peur et sans reproche
- 1991 : Чудова епоха / Une époque formidable…
- 1994 : Блакитна каска / Casque bleu
- 1996 : Не варто було! / Fallait pas!…
- 2000 : Мрія усіх жінок / Meilleur espoir féminin
- 2001—2003 : У центрі уваги / Les feux de la rampe (т/с)
- 2002 : Чужа рідня / Monsieur Batignole
- 2006 : Веселі і засмаглі / Les bronzés 3: amis pour la vie
- 2009 : Рожеве і чорне / Rose et noir
- 2017 : / C'est beau la vie quand on y pense

### Режисер
- 1984 : Піно, простий поліцейський / Pinot simple flic
- 1985 : Вічний скаут / Scout toujours…
- 1988 : Без страху і докору / Sans peur et sans reproche
- 1991 : Чудова епоха / Une époque formidable…
- 1991 : Король реклами / The King of Ads
- 1994 : Блакитна каска / Casque bleu
- 1994 — 3000 сценаріїв проти вірусу / 3000 scénarios contre un virus т/с
- 1996 : Не варто було! / Fallait pas!…
- 2000 : Мрія усіх жінок / Meilleur espoir féminin
- 2002 : Чужа рідня / Monsieur Batignole
- 2005 : Таланить, як потопельнику / Boudu
- 2009 : Рожеве і чорне / Rose et noir
- 2017 : / C'est beau la vie quand on y pense

### Продюсер
- 1996 : Не варто було! / Fallait pas!…
- 2001 : Так, але… / Oui, mais… — свівпродюсер
- 2002 : Чужа рідня / Monsieur Batignole
- 2004 : Хористи / 52 Les Choristes — асоційований продюсер
- 2005 : Таланить, як потопельнику / Boudu — свівпродюсер
- 2009 : Рожеве і чорне / Rose et noir

## Визнання
| Рік                              | Категорія                     | Фільм         | Результат |
| -------------------------------- | ----------------------------- | ------------- | --------- |
| Премія «Сезар»                   |                               |               |           |
| 1988                             | Найкращий актор               | Тандем        | Номінація |
| 1992                             | Найкращий актор               | Чудова епоха  | Номінація |
| 1998                             | Найкращий актор другого плану | Любов солдата | Номінація |
| 2005                             | Найкращий актор               | Хористи       | Номінація |
| Премія Європейської кіноакадемії |                               |               |           |
| 2004                             | Найкращий актор               | Хористи       | Номінація |